# Eneagram
Eneagram (dolazi od grč. riječi ennea što znači devet i gramma što znači znak ili lik) predstavlja vrlo staru tipologiju koja opisuje devet različitih karaktera. Eneagram sadrži unutarnju dinamiku kojoj su cilj promjene, zahtjevna je i iscrpljujuća ako se provodi kako je izvorno zamišljena. Bavi se promjenom i stvaranjem preokreta, što bi se u religijskoj tradiciji zvalo obraćenje ili pokajanje.
Osoba koju je Bog stvorio, prema Bibliji je vrlo dobra, a čovjekovo "pravo ja" izložena je napadima i prijetnjama već tijekom trudnoće, a najkasnije od trenutka rođenja. Kršćanska doktrina izvornog grijeha ukazuje na ovu psihološku činjenicu, naglašavajući da zapravo ne postoji neoštećena, slobodna i "vrlo dobra osoba" ni na kojoj točki postojanja nekog pojednica.
Eneagram može pomoći da se razvije svijest budućnosti i sudbine pojednica, za ono pravo lice koje još "nema", ali već sada postoji duboko u svakoj osobi.
Eneagram je predstavljen u obliku kružnice. Na obodu je raspoređeno devet točaka, udaljenih jedna od druge za četrdeset stupnjeva, brojeva od 1 do 9 posloženih u smjeru kazaljke na satu.
Svaki od brojeva eneagrama upućuje na određeno stanje energije, linije spajanja ukazuju na dinamiku između specifičnih točaka energije.

## Povijest
Porijeklo Eneagrama je zapravo nepoznato, vjeruje se da je nastalo prije nekoliko stoljeća na Bliskom istoku. Eneagram je na zapadu prvi put predstavio George Ivanovič Gurdjieff 1916. godine, a za njega se vjerovalo da je o Eneagramu saznao od Sufija u Aziji. Sufijski učitelji nisu nikada prenosili Eneagram u cjelini, već su pojednicima otkrivali samo one dijelove koji bi koristili duhovnom rastu te osobe, a s obzirom na to da u sufijskoj literaturi nema zapisa o Eneagramu, stoji objašnjenje da je to tajno znanje bilo prenošeno usmenom predajom.
Sljedeći izvori upućuju na kršćanski misticizam i Evagriusa Ponticusa, đakona koji je do svoje smrti 399. godine u ermitažu u Nitrijanskoj pustinji objavio svoje najvažnije radove.
U najranijim danima kršćanstva numerološki sibmolizam je bio sveprisutan, a Evagrius je imao također jednu interpretaciju broja 153, pozivajući se na pitagorejsku teoriju brojeva, prema kojoj je broj 153 triangularan, a istodobno i heksagonalan. Prema Evagriusu trokut predstavlja božansku zbilju, a šesterokut šest dana stvaranja. Dva najvažnija elementa modernog učenja o Eneagramu (kozmički simbol koji sadrži trokut, krug i šesterokut, te učenje o karakterima zasnovano na "smrtnim grijesima") ipak vode sve do Evagriusa.